# Bética (revista)
Bética fue una revista cultural publicada en la ciudad española de Sevilla entre noviembre de 1913 y principios de 1917.

## Descripción
Fundada en noviembre de 1913, fue el órgano de expresión del Ateneo de Sevilla y en ella contribuyeron algunos de los intelectuales andaluces más prestigiosos de la época, como Rodríguez Marín, Méndez Bejarano o los hermanos Álvarez Quintero, y otros no andaluces como Cambó, Palacio Valdés o G. Maura. Está considerada como una pieza fundamental en el desarrollo del andalucismo.
Bética tenía un carácter regionalista. De hecho en su primer número se definía como una “revista ilustrada de Sevilla, con carácter regional y dedicada principalmente a la literatura, arte y vida social contemporánea”. En ella aparecieron trabajos fundamentales sobre el regionalismo andaluz, desde una perspectiva sentimental y españolista. Se ocupó sobre todo del arte y la literatura y las reflexiones sobre Andalucía y los andaluces. En 1916 vería surgir como alternativa a la revista Andalucía, órgano de los planteamientos del andalucismo político.
El diseño de su maquetación se aproxima a la corriente artística regionalista y al modernismo.
Cesó su publicación a comienzos de 1917.